# Воронцов, Сергей Андреевич
Серге́й Андре́евич Воронцо́в (7 октября 1856 — 19 апреля 1933) — русский и советский шашист.

## Биография
Сильнейший шашист России конца XIX-го — начала XX вв. Трижды выигрывал Всероссийский шашечный турнир — 1894 (сопобедитель — Фёдор Каулен), 1895, 1901. Чемпион Москвы 1925.
С 1913—1915 годов почти не играл ни с кем из ведущих шашистов. Поэтому в сентябре 1923 года, к его возвращению матчевым встречам с сильнейшими игроками Москвы В. Медковым и Н. Кукуевым, чемпионом Белоруссии Борисом Круталевичем был большой интерес шашечного мира. Матч с Кукуевым шел 26 партий, Воронцов его выиграл +12-6. С Круталевичем Воронцов встретился 21 сентября, итог — +2-1=3, с Кукуевым — 22 сентября, итог матча +1-1=4. Через несколько дней на матч Воронцова вызвал москвич Я. Вельтман, и он тоже проиграл.
Легендой стала партия С. А. Воронцова с Леонидом Потаповым на первенстве Москвы 1927, выигранная им на восьмом десятке лет.